# Regiune istorică
Regiunea istorică reprezintă o arie geografică folosită pentru studierea și analizarea dezvoltării sociale a culturilor omenești de-a lungul istoriei fără a face vreo referintă la organizațiile politice, economice și sociale contemporane.
În ceea ce privește definiția „regiunii istorice”, nu există un consens printre cercetători., Termenul „regiune istorică” este pus în relație cu altele precum macroregiune, stat sau microregiune, de la care împrumută diferite caracteristici. Existența „regiunii istorică” duce la formarea identitătii regionale.
În Europa, identitățile regionale sunt în cele mai multe cazuri rezultate ale marilor migrații ale popoarelor, dar în perspectiva contemporană,  identitățile regionale sunt legate de marile modificări politico-teritoriale din perioada de după încheierea primei conflagrații mondiale și din cea de după încheierea Războiului Rece.
Unele regiuni istorice sunt pur și simplu inventate, așa cum este Orientul Mijlociu. Strategul militar Alfred Thayer Mahan a folosit prima oară acest termen în 1902 pentru desemnarea regiunii Golfului Persic 